# 4-й гвардейский танковый корпус

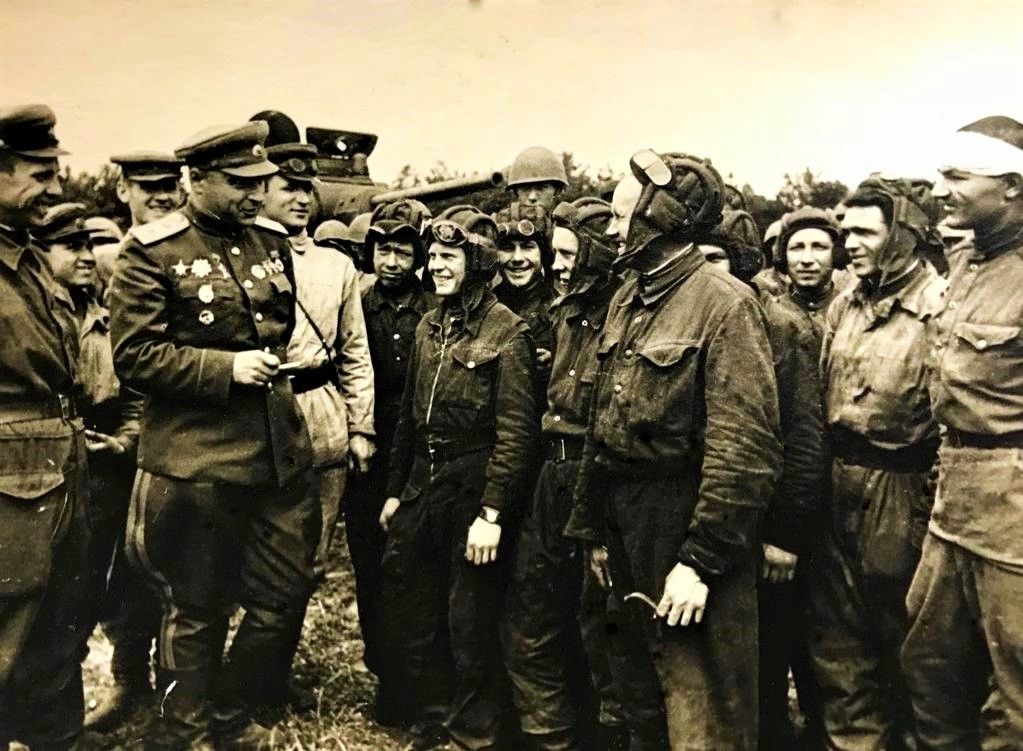
Командир 4-го гвардейского танкового корпуса генерал-лейтенант П. П. Полубояров беседует с танкистами. 1944

4-й гвардейский танковый Кантемировский ордена Ленина Краснознамённый корпус — гвардейское оперативно-тактическое войсковое соединение (танковый корпус) БТиМВ РККА, в составе ВС СССР.
Сокращённое наименование — 4 гв. тк.
Период вхождения в действующую армию: 3 января 1943 года — 14 марта 1943 года, 9 июля 1943 года — 3 сентября 1943 года, 7 декабря 1943 года — 11 мая 1945 года.

## История
4-й гвардейский танковый корпус был преобразован из 17-го танкового корпуса
 приказом НКО СССР № 1 от 3 января 1943 года.
После боёв в составе 2-й гвардейской и 5-й ударной армий (Южный фронт) корпус вошёл в состав создаваемой 5-й гвардейской танковой армии, но практически сразу же был переподчинён 4-й гвардейской, в составе которой сражался в битве под Курском.
После непродолжительного пребывания в составе Воронежского фронта в ноябре корпус был выведен в резерв с целью участия в наступления Ленинградского фронта в феврале 1944 года. Но в этом наступлении корпус не участвовал.
В апреле 1944 года 4-й танковый корпус был переведён на 2-й Украинский фронт, где вошёл в состав 5-й гвардейской танковой армии, вернувшись на центральный участок фронта. С выходом из состава армии в декабре корпус до конца войны уже не покидал 1-й Украинский фронт.
14 июня 1945 года 4-й гвардейский танковый корпус был переименован в 4-ю гвардейскую танковую дивизию, которая 13 сентября вошла в состав войск Московского военного округа с передислокацией в Наро-Фоминск (Московская область).

## Командование

### Командиры корпуса
- генерал-майор танковых войск, генерал-лейтенант танковых войск Полубояров, Павел Павлович (с 3 января 1943 по 14 июня 1945 года).

### Заместители командира корпуса по политической части
- генерал-майор танковых войск Гуляев, Василий Георгиевич (с 3 января по 24 апреля 1943 года);
- полковник Жебраков, Владимир Васильевич (с 24 апреля 1943 по 13 ноября 1944 года);
- полковник Болдырев, Валериан Абрамович (со 2 декабря 1944 по 14 июня 1945 года).

### Начальники штаба корпуса
- полковник, генерал-майор танковых войск Нагайбаков, Измаил Ахметович (с 3 января 1943 по 14 июня 1945 года).

## Состав корпуса
- Управление корпуса
- 12-я гвардейская танковая Шепетовская Краснознамённая орденов Суворова и Кутузова бригада (бывшая 66-я)
- 13-я гвардейская танковая Шепетовская Краснознамённая орденов Суворова и Кутузова бригада (бывшая 67-я)
- 14-я гвардейская танковая Житомирско-Шепетовская Краснознамённая орденов Суворова и Кутузова бригада (бывшая 174-я)
- 3-я гвардейская мотострелковая Ямпольская Краснознамённая орденов Суворова и Кутузова бригада (бывшая 31-я)
- 29-й отдельный гвардейский тяжёлый танковый Львовский орденов Кутузова, Богдана Хмельницкого и Красной Звезды полк
- 293-й гвардейский самоходно-артиллерийский Одерский ордена Кутузова полк
- 298-й гвардейский самоходно-артиллерийский Одерский орденов Кутузова и Богдана Хмельницкого полк
- 1660-й лёгкий артиллерийский Житомирский Краснознамённый полк
- 264-й миномётный Тарнопольский Краснознамённый орденов Суворова и Кутузова полк
- 756-й истребительно-противотанковый артиллерийский Тарнопольский полк
- 120-й гвардейский зенитно-артиллерийский Тарнопольский полк

- 752-й отдельный истребительно-противотанковый артиллерийский Изяславльский дивизион
- 240-й отдельный гвардейский миномётный Ямпольский Краснознамённый ордена Суворова дивизион
- 76-й отдельный мотоциклетный Дембицкий Краснознамённый ордена Александра Невского батальон

### Корпусные части
- 413-й отдельный Дембицкий[2] ордена Красной Звезды[3] батальон связи, с 9 июля 1943
- 106-й отдельный сапёрный Тарнопольский[4] Краснознамённый[5] ордена Богдана Хмельницкого[6] батальон, с 9 июля 1943

Состав 4-го гв. тк в 1945.

- 226-я отдельная рота химической защиты, с 9 июля 1943
- 17-я отдельная автотранспортная рота подвоза ГСМ
- 92-я полевая авторемонтная база
- 85-я полевая танкоремонтная база
- 3-е авиационное звено связи, с 9 июля 1943
- 24-й полевой автохлебозавод, с 9 июля 1943
- 1925-я полевая касса Госбанка, с 12 января 1944
- 2136-я военно-почтовая станция, с 9 июля 1943[1]

После боев в Донбассе в состав корпуса включили:
- 264-й миномётный Тарнопольский Краснознамённый орденов Суворова и Кутузова полк
- 756-й истребительно-противотанковый артиллерийский Тарнопольский полк
- 1451-й самоходно-артиллерийский Келецкий Краснознамённый полк
- 120-й гвардейский артиллерийский Тарнопольский полк
- 22-й отдельный бронеавтомобильный разведывательный батальон (27 октября 1943 переформирован в 76-й отдельный мотоциклетный батальон[7])
- 76-й отдельный мотоциклетный батальон (с 27 октября 1943)

В конце 1944 года в состав корпуса включён:
- 1660-й лёгкий артиллерийский Житомирский Краснознамённый полк

## Награды корпуса
| Награда, наименование                  | Дата награждения                                                              | За что получена |
| -------------------------------------- | ----------------------------------------------------------------------------- | --- |
| Почётное звание «Гвардейский»          | Присвоено приказом Народного комиссара обороны СССР № 1 от 3 января 1943 года | за проявленную отвагу в боях за Отечество с немецкими захватчиками, за стойкость, мужество, дисциплину и организованность, за героизм личного состава                            |
| Почётное наименование «Кантемировский» | Присвоено приказом Верховного главнокомандующего № 42 от 27 декабря 1942 года | За особое отличие в боях за Отечество с немецкими захватчиками. |
| Орден Красного Знамени                 | Награждён Указом Президиума Верховного Совета СССР от 19 марта 1944 года      | за образцовое выполнение заданий командования в боях за освобождение городов Староконстантинова, Изяславля, Шумска, Ямполя, Острополя и проявленные при этом доблесть и мужество |
| орден Ленина                           | Награждён Указом Президиума Верховного Совета СССР от 19 февраля 1945 года    | за образцовое выполнение заданий командования в боях с немецкими захватчиками, за овладение городом Краков и проявленные при этом доблесть и мужество                            |

## Отличившиеся воины корпуса
За годы Великой Отечественной войны воинские части соединения были награждены 23 орденами, личному составу корпуса 18 раз объявлялась благодарность Верховного Главнокомандующего, 32 военнослужащим присвоено звание Героя Советского Союза (5 из них навечно зачислены в списки частей), более 20 тысяч награждены орденами и медалями, из них 5 — полных кавалеров ордена Славы.
| №  | Фото | Фамилия Имя Отчество годы жизни                         | Должность | Звание                                   | Дата Указа              | Обстоятельства подвига |
| -- | ---- | ------------------------------------------------------- | --- | ---------------------------------------- | ----------------------- | --- |
| 1  |      | Агеев Николай Иванович (18.4.1922 — 7.7.1988)           | командир танкового взвода 12-й гвардейской танковой бригады                                                       | гвардии лейтенант                        | 10.04.1945              | |
| 2  |      | Александров Николай Тимофеевич (9.12.1925 — 22.7.2001)  | заряжающий танка 13-й гвардейской танковой бригады                                                                | гвардии сержант                          | 10.04.1945              | |
| 3  |      | Бехтер Гавриил Иванович                                 | старший телефонист 1660-го лёгкого артиллерийского полка                                                          | старший сержант                          | 10.04.1945              | |
| 4  |      | Вересов Павел Кириллович                                | механик-водитель танка Т-34 13-й гвардейской танковой бригады                                                     | гвардии старший сержант                  | 27.06.1945              | |
| 5  |      | Виноградов Геннадий Павлович (20.10.1920 — 7.8.1983)    | автоматчик взвода разведки роты управления 12-й гвардейской танковой бригады                                      | гвардии красноармеец                     | 17.04.1943              | |
| 6  |      | Голуб Иван Платонович (29.6.1920 — 5.1.1944)            | командир танка 13-й гвардейской танковой бригады                                                                  | гвардии младший лейтенант                | 24.5.1944               | |
| 7  |      | Горенчук Феодосий Иванович (18.10.1908 — 27.3.1986)     | командир танкового батальона 12-й гвардейской танковой бригады                                                    | гвардии капитан                          | 23.9.1944               | |
| 8  |      | Душак Николай Григорьевич (6.12.1907 — 1.12.1993)       | командир 12-й гвардейской танковой бригады                                                                        | гвардии полковник                        | 31.5.1945               | |
| 9  |      | Ермолаев Василий Антонович (1.3.1924 — 7.12.1943)       | командир танка 12-й гвардейской танковой бригады                                                                  | гвардии младший лейтенант                | 25.08.1944              | |
| 10 |      | Захарян Вагинак Семёнович (20.6.1920 — 16.1.1945)       | командир танкового взвода 13-й гвардейской танковой бригады                                                       | гвардии старший лейтенант                | 27.6.1945               | |
| 11 |      | Иванов Николай Константинович (6.2.1922 — 1.1.1944)     | механик-водитель танка 14-й гвардейской танковой бригады                                                          | гвардии старший сержант                  | 25.08.1944              | |
| 12 |      | Кондыра Павел Андреевич (25.2.1920 — 20.2.1986)         | командир пулемётного расчёта моторизованного батальона автоматчиков 12-й гвардейской танковой бригады             | гвардии сержант                          | 10.04.1945              | |
| 13 |      | Кошечкин Борис Кузьмич (род. 28.12.1921)                | командир танковой роты 13-й гвардейской танковой бригады                                                          | гвардии лейтенант                        | 29.05.1944              | |
| 14 |      | Красов Виктор Никитович (1915 — 22.7.1944)              | заместитель командира батальона по политической части 12-й гвардейской танковой бригады                           | гвардии капитан                          | 23.09.1944              | |
| 15 |      | Лёвушкин Василий Николаевич (14.6.1922 — 13.11.1984)    | командир отделения автоматчиков 13-й гвардейской танковой бригады                                                 | гвардии старший сержант                  | 10.04.1945              | |
| 16 |      | Любушкин Николай Иванович                               | автоматчик взвода разведки роты управления 13-й гвардейской танковой бригады                                      | гвардии рядовой                          | 27.06.1945              | |
| 17 |      | Моисеев Николай Иванович                                | разведчик-наблюдатель взвода управления 264 отдельного миномётного полка                                          | сержант                                  | 29.06.1945              | Указом Президиума Верховного Совета СССР от 4 ноября 1949 года за уголовное преступление был лишен всех государственных наград. |
| 18 |      | Назаров Николай Николаевич                              | радист-пулемётчик танка Т-34 14-й гвардейской танковой бригады                                                    | гвардии сержант                          | 10.04.1945              | |
| 19 |      | Петров Иван Петрович (1914 — 12.6.1984)                 | командир танкового роты 14-й гвардейской танковой бригады                                                         | гвардии старший лейтенант                | 10.04.1945              | |
| 20 |      | Петров, Николай Семёнович (1915 — 14.7.1942)            | механик-водитель танка 174-й танковой бригады                                                                     | старшина                                 | 4.02.1943               | |
| 21 |      | Пешехонов Василий Иванович (1925 — 20.1.1945)           | заместитель командира отделения роты ПТР моторизованного батальона автоматчиков 13-й гвардейской танковой бригады | гвардии младший сержант                  | 10.04.1945              | |
| 22 |      | Пикалов Александр Михайлович (10.7.1923 — 30.9.1976)    | командир танка 13-й гвардейской танковой бригады                                                                  | гвардии лейтенант                        | 10.04.1945              | |
| 23 |      | Полубояров Павел Павлович (16.6.1901 — 17.9.1984)       | командир 4-го гвардейского танкового корпуса                                                                      | гвардии генерал-лейтенант танковых войск | 29.05.1945              | |
| 24 |      | Рудаков Сергей Фёдорович (05.10.1916 — 13.11.1993)      | командир СУ-76 298-го гвардейского самоходно-артиллерийского полка                                                | гвардии младший лейтенант                | 27.06.1945              | |
| 25 |      | Рудник Макар Прокопьевич                                | командир отделения разведки взвода управления 2-го дивизиона 264-го миномётного полка                             | гвардии старший сержант                  | 27.06.1945              | |
| 26 |      | Семёнов Александр Иванович (21.06.1922 — 04.10.2020)    | командир СУ-85 13-й гвардейской танковой бригады                                                                  | гвардии лейтенант                        | 10.04.1945              | |
| 27 |      | Спахов, Фёдор Яковлевич (25.12.1922 — 16.12.1972)       | командир роты танков Т-34 13-й гвардейской танковой бригады                                                       | гвардии старший лейтенант                | 10.04.1945              | |
| 28 |      | Танцоров, Григорий Васильевич (20.09.1908 — 10.03.1944) | командир батареи САУ 13-й гвардейской танковой бригады                                                            | гвардии младший лейтенант                | 29.05.1944 (посмертно)  | |
| 29 |      | Тимофеев, Андрей Александрович ( 1918 — 7.12.1943)      | механик-водитель танка 3-го танкового батальона 12-й гвардейской танковой бригады                                 | гвардии сержант                          | 25.08.1944 (посмертно). | |
| 30 |      | Терещук, Иван Андреевич (12.09.1915 — 19.01.1994)       | командир танковой роты 216-го танкового батальона 12-й гвардейской танковой бригады                               | капитан                                  | 10.01.1944              | |
| 31 |      | Титов, Фёдор Фролович (1917 — 29.04.1945)               | наводчик самоходной артиллерийской установки СУ-76 298-го гвардейского самоходно-артиллерийского полка            | гвардии старшина                         | 27.06.1945              | |
| 32 |      | Фролов, Иван Петрович (21.04.1913 — 01.05.1976)         | командир роты танков Т-34 13-й гвардейской танковой бригады                                                       | гвардии лейтенант                        | 10.04.1945              | |
| 33 |      | Чехлов, Геннадий Фёдорович (13.03.1923 — 26.04.1996)    | стрелок-радист танка Т-34-85 12-й гвардейской танковой бригады                                                    | гвардии старший сержант                  | 10.04.1945              | |
| 34 |      | Шибанков, Василий Иванович (1.01.1910 — 19.02.1943)     | командир 14-й гвардейской танковой бригады                                                                        | гвардии подполковник                     | 31.03.1943 (посмертно). | |

Герои Советского Союза гвардии полковник В. И. Шибанков, гвардии младший сержант В. И. Пешехонов, гвардии сержант А. А. Тимофеев, гвардии младшие лейтенанты В. А. Ермолаев и И. П. Голуб в списки частей соединения зачислены навечно.